# Оленди (Підляське воєводство)
Оленди (пол. Olendy) — село в Польщі, у гміні Рудка Більського повіту Підляського воєводства. Населення — 267 осіб (2011).

## Історія
Вперше згадується 1567 року.
У 1975—1998 роках село належало до Білостоцького воєводства.

## Демографія
У 1898 році в селі налічувалося 26 православних.
Демографічна структура станом на 31 березня 2011 року:
|          | Загалом | Допрацездатний вік | Працездатний вік | Постпрацездатний вік |
| -------- | ------- | ------------------ | ---------------- | -------------------- |
| Чоловіки | 142     | 23                 | 96               | 23                   |
| Жінки    | 125     | 27                 | 58               | 40                   |
| Разом    | 267     | 50                 | 154              | 63                   |